# Salzburger Hochthron
Le Salzburger Hochthron est une montagne culminant à 1 852 ou 1 853 mètres d'altitude dans le massif des Alpes de Berchtesgaden, dans le chaînon de l'Untersberg, à la frontière entre l'Allemagne et l'Autriche.

## Ascension
À environ 500 m au nord du sommet se trouve à Geiereck (1 805 m) la station de l'Untersbergbahn.
Outre l'Untersbergbahn, plusieurs sentiers balisés conduisent au sommet du Salzburger Hochthron :
- de Marktschellenberg par le Toni-Lenz-Hütte (à proximité de la glacière naturelle de Schellenberger Forst) et du Thomas-Eder-Steig par la Mittagscharte ;
- de Glanegg près de Grödig par le Dopplersteig et le Zeppezauerhaus ;
- de Glanegg par le Reitsteig et le Zeppezauerhaus ;
- du Stöhrhaus par les Berchtesgadener Hochthron, Mittagscharte et le plateau de l'Untersberg.